# 宇賀山五郎
宇賀山 五郎（うがやま ごろう、1907年11月15日 ‐ 1945年3月10日）は、日本のカトリック教会司祭。太平洋戦争中の1943年から1945年の約2年間カトリック東京大司教区本所教会の助任司祭を務めた。

## 生涯
1907年 (明治40年)、千葉県船橋市に生まれ、誕生後間もなく幼児洗礼を受けた。1943年（昭和18年）3月20日に東京公教大神学校聖堂で叙階され、4月に助任司祭として本所教会に着任。
信徒の回想によると「ミサが全て」で、ミサ中に空襲があっても「『お前たち（侍者）は逃げてもいいが、私は逃げない』と語っていた。また侍者と共に遠足に出掛けた時には、侍者が宇賀山の持っているのり巻きや栗、柿の入った弁当に見とれていると、自分の弁当と取り替えてやったという。
1945年（昭和20年）3月10日、東京大空襲で本所教会は焼失。賄いの老女の手を引いて北の方に避難している宇賀山が目撃されているが、その後行方不明となり遺体は確認されていない。